# Urticária colinérgica
A urticária colinérgica é uma doença de pele que causa manchas avermelhadas, coceira e ardência, e em outras ocasiões, a falta de ar. A causa da urticária colinérgica pode ocorrer após a ingestão de alimentos como leite, ovo, trigo, amendoim, soja, peixes, ostras, camarão e entre outros alimentos. Para detectar a doença, é necessário fazer exames de sangue, urina e fezes, só as manchas avermelhadas não confirmam que a doença é urticária colinérgica.
Existem seis tipos de urticária colinérgica que são:
- Urticária física
- Urticária ao frio
- Urticária colinérgica
- Urticária papular
- Urticária aguda
- Urticária crônica.

A urticária colinérgica aparecem depois da realização de atividades físicas, após uma crise de ansiedade, transpiração e banhos quentes.